# Selischarowka
Die Selischarowka (russisch Селижа́ровка) ist ein 36 km langer linker Nebenfluss der Wolga im europäischen Teil Russlands. Sie ist einer der wichtigsten Zuflüsse der Wolga an ihrem Oberlauf.

## Beschreibung
Die Selischarowka bildet den Abfluss des Seligersees in der Oblast Twer. Sie verlässt den See an seinem südlichen Ende und fließt von dort in südlicher Richtung durch den waldreichen Westen der Oblast Twer. Bei Selischarowo mündet der kurze, aber wasserreiche Fluss in die Wolga.
Die Selischarowka durchfließt auf ihrem Lauf ein bewaldetes, zwischen zehn und zwanzig Metern breites Tal. Wegen ihrer reizvollen Lage ist sie ein beliebtes Ziel für Ausflüge, für Angler und Bootswanderer. An ihrem Ufer finden sich zahlreiche Ferienhäuser und Datschen. Von Dezember bis in den März ist der Fluss gefroren.